# Gottlieb Kyllmann
Carl Gottlieb Kyllmann (* 21. Mai 1803 in Weyer, Gemeinde Merscheid, heute Solingen; † 6. September 1878 in Bonn) war Gutsbesitzer, Kreisdeputierter und Landrat des Kreises Solingen.

## Leben

### Kyllmann als Kaufmann
Als Sohn des evangelisch-reformierten Gutsbesitzers und Kaufmannes in Baumwolle, Twist und Spekulationsgeschäften, Peter Daniel Kyllmann, wurde Gottlieb Kyllmann in Weyer, einer heute zu Solingen gehörenden Ortschaft an der Verbindungsstraße von Wald nach Ohligs geboren. Während über seinen Ausbildungsweg nichts weiter bekannt ist, betrieb Gottlieb Kyllmann offensichtlich die Twisthandlung seines Vaters unverändert weiter. Zeitweise betätigte er sich auch als Großkaufmann in Manchester, wo er Teilhaber der Firma „Aders, Preyer & Cie.“ wurde.

### Kyllmann als Kunstförderer
In den frühen 1850er Jahren zog Kyllmann mit seiner Familie nach Bonn. Nachdem er zuvor bereits eine andere Immobilie an der Poppelsdorfer Allee erworben hatte, ließ er sich dort im Jahr 1853 auf einem Grundstück an der damaligen Coblenzer Straße (heute Adenauerallee) eine Villa erbauen. Die nach Entwürfen von Max Nohl durch den Architekten Albert Dietrich ausgeführte Anlage brannte während des Zweiten Weltkriegs aus und wurde 1948/49 zu Gunsten des 1955 fertiggestellten Neubaues für das Auswärtige Amt niedergelegt.
Die Eheleute Kyllmann pflegten, wie zuvor in ihrem Haus in Wald, auch in ihrem am Rheinufer mit Blick auf das Siebengebirge gelegenen Bonner Heim einen regen gesellschaftlichen Verkehr. Die bekanntesten Künstler und insbesondere Musiker der Zeit verkehrten und logierten bei ihnen. Gottlieb Kyllmann pflegte Freundschaften zu Felix Mendelssohn Bartholdy, der sich schon 1835 bemühte, für Kyllmann einen Flügel zu beschaffen, zu Johannes Brahms und zu Joseph Joachim. Sein Flügel war mit dem Monogramm von Clara Schumann verziert. Wiederholt stellte er eigene Mittel für kulturelle Zwecke zur Verfügung oder half, Mittel zu beschaffen; so sprach er beispielsweise vermögende Bonner an, um das durch Adolf Donndorf geschaffene Denkmal für Robert Schumann zu finanzieren. Selbst stellte er eine bedeutende Summe zum Erhalt des Nachlasses von Ludwig van Beethoven (Bestand Anton Schindler) zur Verfügung. Nicht zuletzt auf seine Anregung kaufte der Verein der Altertumfreunde in Bonn, in dem er auch selbst Mitglied war, die Villa von Ernst Moritz Arndt nach dessen Tod an, und auch die spätere Übernahme durch die Stadt Bonn als Gedenkstätte geschah mit auf sein Zutun.
Olga Sonntag geht auch von einer Förderung des Bildhauers Bernhard Afinger aus, dessen Tochter Elise später die erste Frau des Kyllmann-Sohnes Walter wurde.

### Politische Betätigung
Auf Grund seiner Profession als Gutsbesitzer und vermögender Kaufmann gehörte Kyllmann nach dem Dreiklassenwahlrecht zu den Repräsentanten des Kreises Solingen. Hieraus resultierte seine wiederholte Berufung in öffentliche Ämter: 1837 kommissarischer Bürgermeister der Bürgermeistereien Wald und Merscheid, 1838 Beigeordneter von Merscheid (1843 nochmals bestätigt), zugleich Schulvorstand in Weyer und ab 1840 vertrat er den Kreis als 2. Kreisdeputierter. Ferner war Kyllmann in den Jahren 1845 bis 1847 Vizepräsident der Solinger Handelskammer und gehörte 1847 dem Preußischen Landtag an. In Verbindung mit der Revolution 1848 wurde er als Chef der zur Aufrechterhaltung der öffentlichen Ordnung und Sicherheit gebildeten Bürgerwehr eingesetzt.
Nach dem Ausscheiden des Landrates Julius von dem Bussche-Ippenburg im Juni 1850 fand Kyllmann zwar die Akzeptanz des Kreisstandes, dessen Nachfolge anzutreten, lehnte jedoch die vorgesehene Prüfung vor der Regierung Düsseldorf ab. Diese war erforderlich, wenn keine reguläre Ausbildung vorlag (Studium der Rechtswissenschaften und Kameralistik, sowie anschließende Staatsprüfungen). In der Konsequenz versah er das Amt des Landrates des Kreises Solingen daher nur vertretungsweise vom Juli 1850 bis zum 14. Dezember 1850.
Nach seinem Umzug nach Bonn gehörte Kyllmann dort von 1857 bis kurz vor seinem Tod dem Stadtrat an, in dem er sich kulturellen Fragen und hier insbesondere dem Bereich der Musik zuwandte.

## Familie
Gottlieb Kyllmann heiratete 1830 Sara Luise Dorothea Henriette Preyer (* 20. Februar 1812 in Viersen; † 25. Dezember 1874 in Bonn), eine Tochter des Textilfabrikanten Kornelius Peter Dietrich Preyer und dessen Frau Henriette Luise Margaretha Dorothea Preyer geb. Siebel. Das Ehepaar bekam in Weyer sechs Kinder, darunter den späteren Berliner Architekten Walter Kyllmann. Ein Enkel Kyllmanns war der Politiker Walter Simons, der 1925 übergangsweise das Amt des Reichspräsidenten ausübte.